# Vườn Aleksandr

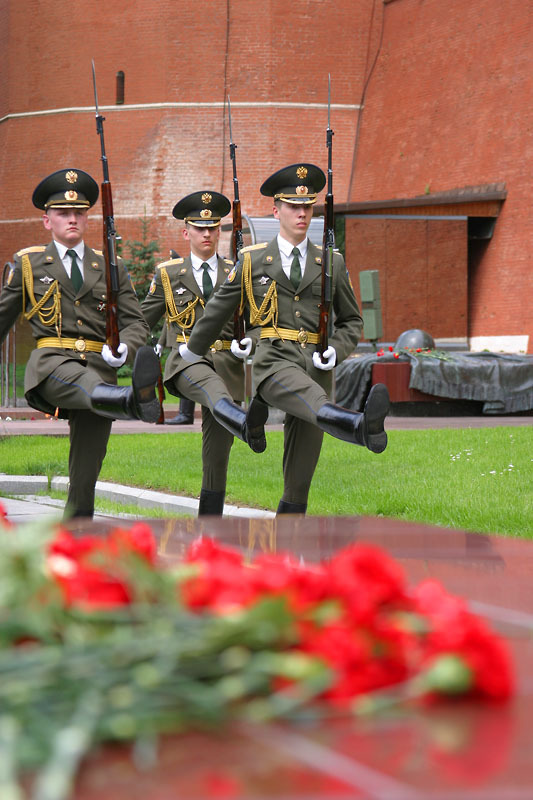
Thay lính gác ở vườn Aleksandr.

Vườn Aleksandr (tiếng Nga: Александровский сад) là một công viên ở trung tâm Moskva. Nằm ở phía Tây Bắc Kremlin. Ở lối ra bên trái là Đài liệt sĩ vô danh. Chút xuống phía Nam, tên các thành phố anh hùng, cũng như bức tường ghi tên các nhà cách mạng nổi tiếng.